# IC 3502
IC 3502 — галактика типу Sd () у сузір'ї Волосся Вероніки.
Цей об'єкт міститься в оригінальній редакції індексного каталогу.